# Japans voetbalelftal (mannen)
Het Japans voetbalelftal (Japans: サッカー日本代表, Sakkā Nihon Daihyo) is een team van voetballers dat Japan vertegenwoordigt bij internationale wedstrijden en competities, zoals de (kwalificatie)wedstrijden voor het wereldkampioenschap voetbal en de strijd om de Asian Cup.

## Deelname aan internationale toernooien

### Wereldkampioenschap
In 1998 nam Japan voor de eerste keer deel aan de eindronde van het wereldkampioenschap. Alle wedstrijden gingen verloren. De enige goal voor Japan werd gemaakt door Masashi Nakayama. Sindsdien was Japan telkens van de partij. In 2002 als een van de twee gastlanden van het toernooi. De achtste finale werd bereikt, een prestatie die werd herhaald in 2010 en 2018.
| Wereldkampioenschap voetbal overzicht | Wereldkampioenschap voetbal overzicht | Wereldkampioenschap voetbal overzicht | Wereldkampioenschap voetbal overzicht | Wereldkampioenschap voetbal overzicht | Wereldkampioenschap voetbal overzicht | Wereldkampioenschap voetbal overzicht | Wereldkampioenschap voetbal overzicht | Wereldkampioenschap voetbal overzicht |
| Jaar                                  | Ronde                                 | Wed.                                  | W                                     | G                                     | V                                     | DV                                    | DT                                    | Kwal                                  |
| ------------------------------------- | ------------------------------------- | ------------------------------------- | ------------------------------------- | ------------------------------------- | ------------------------------------- | ------------------------------------- | ------------------------------------- | ------------------------------------- |
| 1938                                  | Teruggetrokken                        | Teruggetrokken                        | Teruggetrokken                        | Teruggetrokken                        | Teruggetrokken                        | Teruggetrokken                        | Teruggetrokken                        | Teruggetrokken                        |
| 1950                                  | Geen deelname                         | Geen deelname                         | Geen deelname                         | Geen deelname                         | Geen deelname                         | Geen deelname                         | Geen deelname                         | Geen deelname                         |
| 1954                                  | Niet gekwalificeerd                   | Niet gekwalificeerd                   | Niet gekwalificeerd                   | Niet gekwalificeerd                   | Niet gekwalificeerd                   | Niet gekwalificeerd                   | Niet gekwalificeerd                   | Niet gekwalificeerd                   |
| 1958                                  | Geen deelname                         | Geen deelname                         | Geen deelname                         | Geen deelname                         | Geen deelname                         | Geen deelname                         | Geen deelname                         | Geen deelname                         |
| 1962                                  | Niet gekwalificeerd                   | Niet gekwalificeerd                   | Niet gekwalificeerd                   | Niet gekwalificeerd                   | Niet gekwalificeerd                   | Niet gekwalificeerd                   | Niet gekwalificeerd                   | Niet gekwalificeerd                   |
| 1966                                  | Geen deelname                         | Geen deelname                         | Geen deelname                         | Geen deelname                         | Geen deelname                         | Geen deelname                         | Geen deelname                         | Geen deelname                         |
| 1970                                  | Niet gekwalificeerd                   | Niet gekwalificeerd                   | Niet gekwalificeerd                   | Niet gekwalificeerd                   | Niet gekwalificeerd                   | Niet gekwalificeerd                   | Niet gekwalificeerd                   | Niet gekwalificeerd                   |
| 1974                                  | Niet gekwalificeerd                   | Niet gekwalificeerd                   | Niet gekwalificeerd                   | Niet gekwalificeerd                   | Niet gekwalificeerd                   | Niet gekwalificeerd                   | Niet gekwalificeerd                   | Niet gekwalificeerd                   |
| 1978                                  | Niet gekwalificeerd                   | Niet gekwalificeerd                   | Niet gekwalificeerd                   | Niet gekwalificeerd                   | Niet gekwalificeerd                   | Niet gekwalificeerd                   | Niet gekwalificeerd                   | Niet gekwalificeerd                   |
| 1982                                  | Niet gekwalificeerd                   | Niet gekwalificeerd                   | Niet gekwalificeerd                   | Niet gekwalificeerd                   | Niet gekwalificeerd                   | Niet gekwalificeerd                   | Niet gekwalificeerd                   | Niet gekwalificeerd                   |
| 1986                                  | Niet gekwalificeerd                   | Niet gekwalificeerd                   | Niet gekwalificeerd                   | Niet gekwalificeerd                   | Niet gekwalificeerd                   | Niet gekwalificeerd                   | Niet gekwalificeerd                   | Niet gekwalificeerd                   |
| 1990                                  | Niet gekwalificeerd                   | Niet gekwalificeerd                   | Niet gekwalificeerd                   | Niet gekwalificeerd                   | Niet gekwalificeerd                   | Niet gekwalificeerd                   | Niet gekwalificeerd                   | Niet gekwalificeerd                   |
| 1994                                  | Niet gekwalificeerd                   | Niet gekwalificeerd                   | Niet gekwalificeerd                   | Niet gekwalificeerd                   | Niet gekwalificeerd                   | Niet gekwalificeerd                   | Niet gekwalificeerd                   | Niet gekwalificeerd                   |
| 1998                                  | Groepsfase                            | 3                                     | 0                                     | 0                                     | 3                                     | 1                                     | 4                                     | (Kwal.)                               |
| 2002                                  | Achtste finale                        | 4                                     | 2                                     | 1                                     | 1                                     | 5                                     | 3                                     |                                       |
| 2006                                  | Groepsfase                            | 3                                     | 0                                     | 1                                     | 2                                     | 2                                     | 7                                     | (Kwal.)                               |
| 2010                                  | Achtste finale                        | 4                                     | 2                                     | 1                                     | 1                                     | 4                                     | 2                                     | (Kwal.)                               |
| 2014                                  | Groepsfase                            | 3                                     | 0                                     | 1                                     | 2                                     | 2                                     | 6                                     | (Kwal.)                               |
| 2018                                  | Achtste finale                        | 4                                     | 1                                     | 1                                     | 2                                     | 6                                     | 7                                     | (Kwal.)                               |
| 2022                                  | Achtste finale                        | 4                                     | 2                                     | 1                                     | 1                                     | 5                                     | 4                                     | (Kwal.)                               |
| 2026                                  | Gekwalificeerd                        | Gekwalificeerd                        | Gekwalificeerd                        | Gekwalificeerd                        | Gekwalificeerd                        | Gekwalificeerd                        | Gekwalificeerd                        | (Kwal.)                               |

### Confederations Cup
| Koning Fahd Cup overzicht    | Koning Fahd Cup overzicht | Koning Fahd Cup overzicht | Koning Fahd Cup overzicht | Koning Fahd Cup overzicht | Koning Fahd Cup overzicht | Koning Fahd Cup overzicht | Koning Fahd Cup overzicht | Koning Fahd Cup overzicht |
| Jaar                         | Ronde                     | Wed.                      | W                         | G                         | V                         | DV                        | DT                        |                           |
| ---------------------------- | ------------------------- | ------------------------- | ------------------------- | ------------------------- | ------------------------- | ------------------------- | ------------------------- | ------------------------- |
| 1995                         | Groepsfase                | 2                         | 0                         | 0                         | 2                         | 1                         | 8                         |                           |
| Confederations Cup overzicht |                           |                           |                           |                           |                           |                           |                           |                           |
| 1997–1999                    | Geen deelname             | Geen deelname             | Geen deelname             | Geen deelname             | Geen deelname             | Geen deelname             | Geen deelname             |                           |
| 2001                         | Tweede                    | 5                         | 3                         | 1                         | 1                         | 6                         | 1                         |                           |
| 2003                         | Groepsfase                | 3                         | 1                         | 0                         | 2                         | 4                         | 3                         |                           |
| 2005                         | Groepsfase                | 3                         | 1                         | 1                         | 1                         | 4                         | 4                         |                           |
| 2009                         | Geen deelname             | Geen deelname             | Geen deelname             | Geen deelname             | Geen deelname             | Geen deelname             | Geen deelname             |                           |
| 2013                         | Groepsfase                | 3                         | 0                         | 0                         | 3                         | 4                         | 9                         |                           |

### Azië Cup
Japan wist de Azië Cup vier keer te winnen. In 1992 voor de eerste keer toen het in de finale Saoedi-Arabië versloeg. Takuya Takagi maakte de winnende 1–0. Ook in 2000 werd Saoedi-Arabië met 1–0 verslagen in de finale, dit keer door een goal van Shigeyoshi Mochizuki. In 2004 werd de finale tegen China gespeeld en met 3–1 gewonnen. In 2011 was er een verlenging nodig om Australië te verslaan.
| Aziatisch kampioenschap voetbal overzicht | Aziatisch kampioenschap voetbal overzicht | Aziatisch kampioenschap voetbal overzicht | Aziatisch kampioenschap voetbal overzicht | Aziatisch kampioenschap voetbal overzicht | Aziatisch kampioenschap voetbal overzicht | Aziatisch kampioenschap voetbal overzicht | Aziatisch kampioenschap voetbal overzicht | Aziatisch kampioenschap voetbal overzicht |
| Jaar                                      | Ronde                                     | Wed.                                      | W                                         | G                                         | V                                         | DV                                        | DT                                        | Kwal                                      |
| ----------------------------------------- | ----------------------------------------- | ----------------------------------------- | ----------------------------------------- | ----------------------------------------- | ----------------------------------------- | ----------------------------------------- | ----------------------------------------- | ----------------------------------------- |
| 1968                                      | Niet gekwalificeerd                       | Niet gekwalificeerd                       | Niet gekwalificeerd                       | Niet gekwalificeerd                       | Niet gekwalificeerd                       | Niet gekwalificeerd                       | Niet gekwalificeerd                       | Niet gekwalificeerd                       |
| 1972                                      | Teruggetrokken                            | Teruggetrokken                            | Teruggetrokken                            | Teruggetrokken                            | Teruggetrokken                            | Teruggetrokken                            | Teruggetrokken                            | Teruggetrokken                            |
| 1976                                      | Niet gekwalificeerd                       | Niet gekwalificeerd                       | Niet gekwalificeerd                       | Niet gekwalificeerd                       | Niet gekwalificeerd                       | Niet gekwalificeerd                       | Niet gekwalificeerd                       | Niet gekwalificeerd                       |
| 1980–1984                                 | Geen deelname                             | Geen deelname                             | Geen deelname                             | Geen deelname                             | Geen deelname                             | Geen deelname                             | Geen deelname                             | Geen deelname                             |
| 1988                                      | Groepsfase                                | 4                                         | 0                                         | 1                                         | 3                                         | 0                                         | 6                                         | (Kwal.)                                   |
| 1992                                      | Kampioen                                  | 5                                         | 3                                         | 2                                         | 0                                         | 6                                         | 3                                         |                                           |
| 1996                                      | Kwartfinale                               | 4                                         | 3                                         | 0                                         | 1                                         | 7                                         | 3                                         |                                           |
| 2000                                      | Kampioen                                  | 6                                         | 5                                         | 1                                         | 0                                         | 21                                        | 6                                         | (Kwal.)                                   |
| 2004                                      | Kampioen                                  | 6                                         | 4                                         | 2                                         | 0                                         | 13                                        | 6                                         |                                           |
| 2007                                      | Vierde                                    | 6                                         | 2                                         | 3                                         | 1                                         | 11                                        | 7                                         | (Kwal.)                                   |
| 2011                                      | Kampioen                                  | 6                                         | 4                                         | 2                                         | 0                                         | 14                                        | 6                                         | (Kwal.)                                   |
| 2015                                      | Kwartfinale                               | 4                                         | 3                                         | 1                                         | 0                                         | 8                                         | 1                                         |                                           |
| 2019                                      | Tweede                                    | 7                                         | 6                                         | 0                                         | 1                                         | 12                                        | 6                                         | (Kwal.)                                   |
| 2023                                      | Kwartfinale                               | 5                                         | 3                                         | 0                                         | 2                                         | 12                                        | 8                                         | (Kwal.)                                   |

### Oost-Aziatisch kampioenschap
Bij het Oost-Aziatisch voetbalkampioenschap werd ook een aantal keer de finale bereikt. Het toernooi werd twee keer gewonnen. In 2013 werd het eerste in de poule. In 2017 was Japan gastland voor dit toernooi, waar het verloor in de finale tegen Zuid-Korea. Ook in 2022 is Japan gastland.
| Oost-Aziatisch kampioenschap voetbal overzicht | Oost-Aziatisch kampioenschap voetbal overzicht | Oost-Aziatisch kampioenschap voetbal overzicht | Oost-Aziatisch kampioenschap voetbal overzicht | Oost-Aziatisch kampioenschap voetbal overzicht | Oost-Aziatisch kampioenschap voetbal overzicht | Oost-Aziatisch kampioenschap voetbal overzicht | Oost-Aziatisch kampioenschap voetbal overzicht | Oost-Aziatisch kampioenschap voetbal overzicht |
| Jaar                                           | Ronde                                          | Wed.                                           | W                                              | G                                              | V                                              | DV                                             | DT                                             |                                                |
| ---------------------------------------------- | ---------------------------------------------- | ---------------------------------------------- | ---------------------------------------------- | ---------------------------------------------- | ---------------------------------------------- | ---------------------------------------------- | ---------------------------------------------- | ---------------------------------------------- |
| 2003                                           | Tweede                                         | 3                                              | 2                                              | 1                                              | 0                                              | 3                                              | 0                                              |                                                |
| 2005                                           | Tweede                                         | 3                                              | 1                                              | 1                                              | 1                                              | 3                                              | 0                                              |                                                |
| 2008                                           | Tweede                                         | 3                                              | 1                                              | 2                                              | 0                                              | 3                                              | 2                                              |                                                |
| 2010                                           | Derde                                          | 3                                              | 1                                              | 1                                              | 1                                              | 4                                              | 3                                              |                                                |
| 2013                                           | Kampioen                                       | 3                                              | 2                                              | 1                                              | 0                                              | 8                                              | 6                                              |                                                |
| 2015                                           | Vierde                                         | 3                                              | 0                                              | 2                                              | 1                                              | 3                                              | 4                                              |                                                |
| 2017                                           | Tweede                                         | 3                                              | 2                                              | 1                                              | 0                                              | 4                                              | 5                                              |                                                |
| 2019                                           | Tweede                                         | 3                                              | 2                                              | 0                                              | 1                                              | 7                                              | 2                                              |                                                |
| 2022                                           | Kampioen                                       | 3                                              | 2                                              | 1                                              | 0                                              | 9                                              | 0                                              |                                                |
| 2025                                           | Kampioen                                       | 3                                              | 3                                              | 0                                              | 0                                              | 9                                              | 1                                              |                                                |

### Copa América
De Copa América is eigenlijk bedoeld voor Zuid-Amerikaanse landen die lid zijn van de CONMEBOL. Er worden echter ook regelmatig landen uitgenodigd van buiten Zuid-Amerika. Japan werd uitgenodigd in 1999 en speelde 3 wedstrijden in de groepsfase. Van Peru (2–3) en Paraguay (0–4) werd verloren. Tegen Bolivia werd 1–1 gelijk gespeeld. In 2011 werd Japan ook uitgenodigd maar die uitnodiging werd afgewezen, Costa Rica kwam toen in die plaats. In 2019 werd Japan weer uitgenodigd voor het toernooi. Japan eindigde 3de in groep C en kwamen met een doelsaldo van -4 net niet genoeg voor een plekje in de kwartfinales.
| Copa América overzicht | Copa América overzicht | Copa América overzicht | Copa América overzicht | Copa América overzicht | Copa América overzicht | Copa América overzicht | Copa América overzicht | Copa América overzicht |
| Jaar                   | Ronde                  | Wed.                   | W                      | G                      | V                      | DV                     | DT                     |                        |
| ---------------------- | ---------------------- | ---------------------- | ---------------------- | ---------------------- | ---------------------- | ---------------------- | ---------------------- | ---------------------- |
| 1999                   | Groepsfase             | 3                      | 0                      | 1                      | 2                      | 3                      | 8                      |                        |
| 2019                   | Groepsfase             | 3                      | 0                      | 2                      | 1                      | 2                      | 5                      |                        |

## FIFA-wereldranglijst[1]
| 2000 | 2001 | 2002 | 2003 | 2004 | 2005 | 2006 | 2007 | 2008 | 2009 | 2010 | 2011 | 2012 | 2013 | 2014 | 2015 | 2016 | 2017 | 2018 | 2019 | 2020 | 2021 | 2022 | 2023 | 2024 |
| ---- | ---- | ---- | ---- | ---- | ---- | ---- | ---- | ---- | ---- | ---- | ---- | ---- | ---- | ---- | ---- | ---- | ---- | ---- | ---- | ---- | ---- | ---- | ---- | ---- |
| 38   | 34   | 22   | 29   | 17   | 15   | 47   | 34   | 35   | 43   | 29   | 19   | 22   | 47   | 54   | 53   | 45   | 57   | 50   | 28   | 27   | 26   | 20   | 17   | 15   |

## Huidige selectie
De volgende spelers werden opgeroepen voor de WK-kwalificatiewedstrijden tegen  Australië en  Indonesië op 5 en 10 juni 2025.
Interlands en doelpunten bijgewerkt tot en met de wedstrijd tegen  Indonesië op 10 juni 2025.
| N.          | Naam               | Wed. | Dlpnt. | Club                |
| ----------- | ------------------ | ---- | ------ | ------------------- |
| Doel        |                    |      |        |                     |
| 1           | Zion Suzuki        | 19   | 0      | Parma               |
| 12          | Keisuke Osako      | 8    | 0      | Sanfrecce Hiroshima |
| 23          | Kosei Tani         | 3    | 0      | Machida Zelvia      |
| Verdediging |                    |      |        |                     |
| 2           | Hiroki Sekine      | 1    | 0      | Stade de Reims      |
| 3           | Kota Takai         | 4    | 0      | Kawasaki Frontale   |
| 4           | Junnosuke Suzuki   | 1    | 0      | Shonan Bellmare     |
| 16          | Yuto Nagatomo      | 142  | 4      | FC Tokyo            |
| 22          | Ayumu Seko         | 7    | 0      | Grasshoppers        |
| Middenveld  |                    |      |        |                     |
| 5           | Kaishu Sano        | 6    | 0      | FSV Mainz 05        |
| 6           | Wataru Endo        | 70   | 4      | Liverpool           |
| 7           | Joel Chima Fujita  | 3    | 0      | Sint-Truidense      |
| 8           | Yuito Suzuki       | 2    | 0      | Brøndby IF          |
| 15          | Daichi Kamada      | 42   | 11     | Crystal Palace      |
| 17          | Ryoya Morishita    | 3    | 1      | Legia Warschau      |
| 19          | Kodai Sano         | 1    | 0      | N.E.C.              |
| 20          | Kota Tawaratsumida | 2    | 0      | FC Tokyo            |
| 21          | Ryunosuke Sato     | 1    | 0      | Fagiano Okayama     |
| Aanval      |                    |      |        |                     |
| 9           | Yuki Ohashi        | 2    | 0      | Blackburn Rovers    |
| 10          | Takefusa Kubo      | 44   | 7      | Real Sociedad       |
| 11          | Yu Hirakawa        | 1    | 0      | Bristol City        |
| 13          | Keito Nakamura     | 18   | 8      | Stade de Reims      |
| 14          | Shunsuke Mito      | 1    | 0      | Sparta Rotterdam    |
| 18          | Shuto Machino      | 8    | 4      | Holstein Kiel       |

### Recent opgeroepen
De volgende spelers zijn het afgelopen jaar opgeroepen voor het elftal en zijn nog beschikbaar, maar zaten niet bij de laatste selectie of zijn afgevallen nadat ze geselecteerd zijn.
Voor het laatst bijgewerkt op 10 juni 2025.
| Naam                   | Wed. | Dlpnt. | Huidige club             | Laatste oproep                   |
| ---------------------- | ---- | ------ | ------------------------ | -------------------------------- |
| Verdediging            |      |        |                          |                                  |
| Tsuyoshi Watanabe      | 4    | 0      | KAA Gent                 | Australië uit, 5 juni 2025       |
| Koki Machida           | 17   | 0      | Union SG                 | Australië uit, 5 juni 2025       |
| Ko Itakura             | 37   | 2      | Borussia Mönchengladbach | Saoedi-Arabië thuis, 25 maart    |
| Yuta Nakayama          | 22   | 0      | Machida Zelvia           | Saoedi-Arabië thuis, 25 maart    |
| Hiroki Ito             | 21   | 1      | Bayern München           | Saoedi-Arabië thuis, 25 maart    |
| Yukinari Sugawara      | 15   | 2      | Southampton              | Saoedi-Arabië thuis, 25 maart    |
| Daiki Hashioka         | 11   | 0      | Luton Town               | China uit, 19 november 2024      |
| Shogo Taniguchi        | 32   | 1      | Sint-Truidense           | Indonesië uit, 15 november 2024  |
| Henry Heroki Mochizuki | 0    | 0      | Machida Zelvia           | Australië thuis, 15 oktober 2024 |
| Middenveld             |      |        |                          |                                  |
| Koki Kumasaka          | 0    | 0      | Kashiwa Reysol           | Australië uit, 5 juni 2025       |
| Hidemasa Morita        | 40   | 6      | Sporting CP              | Saoedi-Arabië thuis, 25 maart    |
| Ao Tanaka              | 32   | 8      | Leeds United             | Saoedi-Arabië thuis, 25 maart    |
| Reo Hatate             | 11   | 0      | Celtic                   | Saoedi-Arabië thuis, 25 maart    |
| Aanval                 |      |        |                          |                                  |
| Takumi Minamino        | 67   | 24     | AS Monaco                | Saoedi-Arabië thuis, 25 maart    |
| Junya Ito              | 62   | 14     | Stade de Reims           | Saoedi-Arabië thuis, 25 maart    |
| Ritsu Doan             | 57   | 10     | SC Freiburg              | Saoedi-Arabië thuis, 25 maart    |
| Ayase Ueda             | 31   | 14     | Feyenoord                | Saoedi-Arabië thuis, 25 maart    |
| Kaoru Mitoma           | 26   | 8      | Brighton & Hove Albion   | Saoedi-Arabië thuis, 25 maart    |
| Kyogo Furuhashi        | 23   | 5      | Stade Rennes             | Saoedi-Arabië thuis, 25 maart    |
| Daizen Maeda           | 23   | 4      | Celtic                   | Saoedi-Arabië thuis, 25 maart    |
| Koki Ogawa             | 9    | 9      | N.E.C.                   | China uit, 19 november 2024      |
| Takuma Asano           | 53   | 9      | RCD Mallorca             | Bahrein uit, 10 september 2024   |

## Records

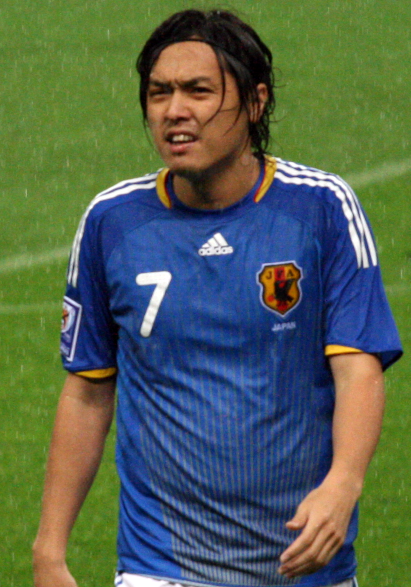
Yasuhito Endo is recordinternational van Japan met 152 interlands.

### Meeste interlands

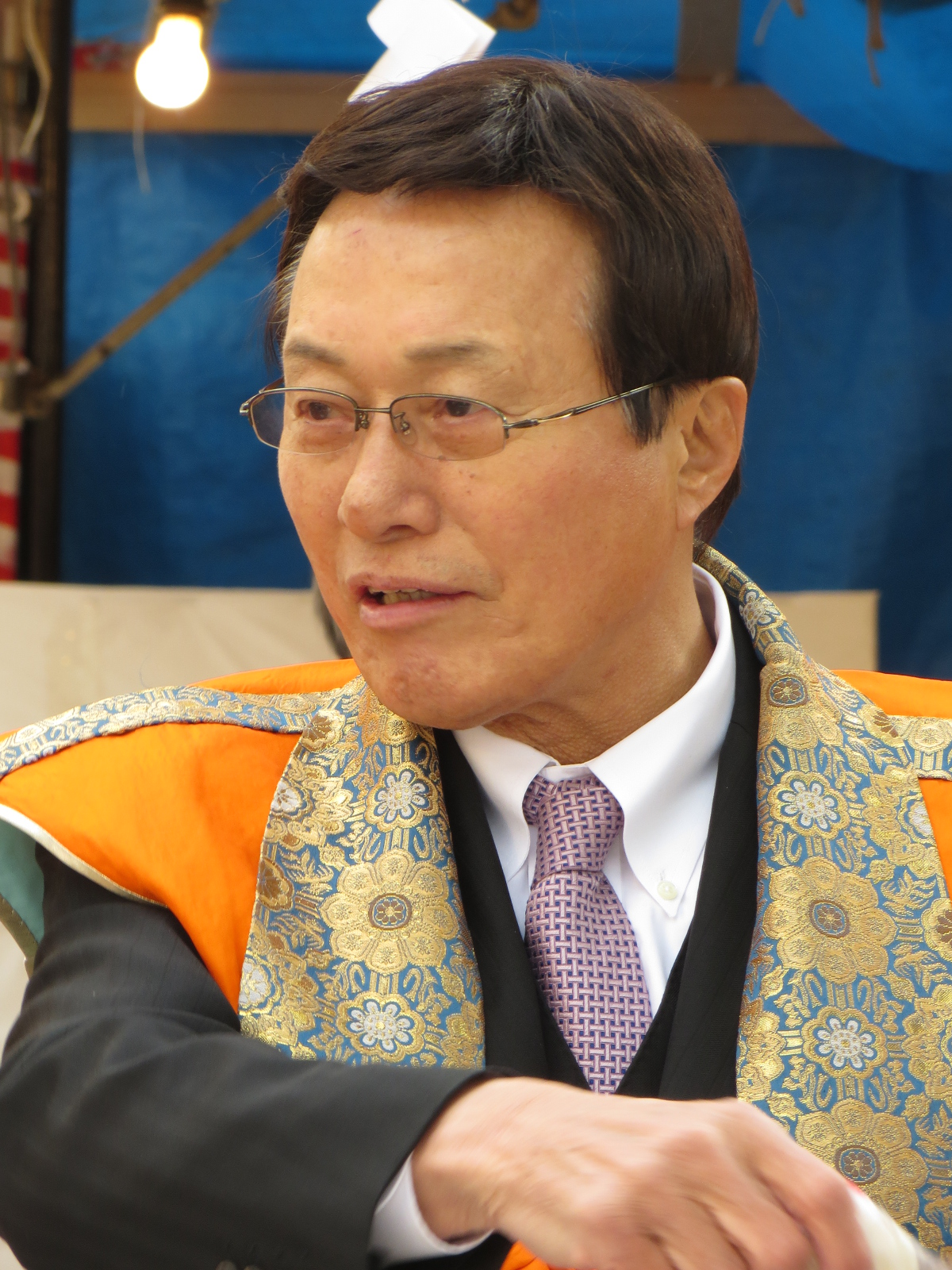
Kunishige Kamamoto is de all-time topscorer van Japan met 75 doelpunten.

|   | Naam                 | Positie      | Carrière   | Interlands | Doelpunten |
| - | -------------------- | ------------ | ---------- | ---------- | ---------- |
| 1 | Yasuhito Endo        | Middenvelder | 2002–2015  | 152        | 15         |
| 2 | Yuto Nagatomo        | Verdediger   | 2008–heden | 142        | 4          |
| 3 | Maya Yoshida         | Verdediger   | 2010–2022  | 126        | 12         |
| 4 | Masami Ihara         | Verdediger   | 1988–1999  | 122        | 5          |
| 5 | Shinji Okazaki       | Aanvaller    | 2008–2019  | 119        | 50         |
| 6 | Yoshikatsu Kawaguchi | Doelman      | 1997–2010  | 116        | 0          |
| 7 | Makoto Hasebe        | Middenvelder | 2006–2018  | 114        | 2          |
| 8 | Yuji Nakazawa        | Verdediger   | 1999–2010  | 110        | 17         |
| 9 | Keisuke Honda        | Middenvelder | 2008–2018  | 98         | 37         |
| 9 | Shunsuke Nakamura    | Middenvelder | 2000–2010  | 98         | 24         |

Bijgewerkt tot en met 10 juni 2025.

### Meeste doelpunten
|    | Naam               | Doelpunten | Interlands | Ratio | Carrière   |
| -- | ------------------ | ---------- | ---------- | ----- | ---------- |
| 1  | Kunishige Kamamoto | 75         | 76         | 0.99  | 1964–1977  |
| 2  | Kazuyoshi Miura    | 55         | 89         | 0.62  | 1990–2000  |
| 3  | Shinji Okazaki     | 50         | 119        | 0.42  | 2008–2019  |
| 4  | Hiromi Hara        | 37         | 75         | 0.49  | 1978–1988  |
| 4  | Keisuke Honda      | 37         | 98         | 0.38  | 2008–2018  |
| 6  | Shinji Kagawa      | 31         | 97         | 0.32  | 2008–2019  |
| 7  | Takuya Takagi      | 27         | 44         | 0.61  | 1992–1997  |
| 8  | Kazushi Kimura     | 26         | 54         | 0.48  | 1979–1986  |
| 9  | Yuya Osako         | 25         | 57         | 0.44  | 2013–2022  |
| 10 | Takumi Minamino    | 24         | 67         | 0.36  | 2015–heden |

Bijgewerkt tot en met 10 juni 2025.

## Bondscoaches
- Hitoshi Sasaki (1921)
- Masujiro Nishida (1923)
- Goro Yamada (1925)
- Shigeyoshi Suzuki (1930)
- Shigemaru Takenokoshi (1934)
- Shigeyoshi Suzuki (1936)
- Shigemaru Takenokoshi (1938-1940)
- Koichi Kudo (1942)
- Hirokazu Ninomiya (1951)
- Shigemaru Takenokoshi (1951-1956)
- Hidetoki Takahashi (1957)
- Taizo Kawamoto (1958)
- Shigemaru Takenokoshi (1958-1959)
- Hidetoki Takahashi (1960-1962)
- Ken Naganuma (1962-1969)
- Shunichiro Okano (1970-1971)
- Ken Naganuma (1972-1976)
- Hiroshi Ninomiya (1976-1978)
- Yukio Shimomura (1979-1980)
- Masashi Watanabe (1980)
- Saburo Kawabuchi (1980-1981)
- Takaji Mori (1981-1985)
- Yoshinobu Ishii (1986-1987)
- Kenzo Yokoyama (1988-1991)
- Hans Ooft (1992-1993)
- Paulo Roberto Falcão (1994)
- Shu Kamo (1994-1997)
- Takeshi Okada (1997-1998)
- Philippe Troussier (1998-2002)
- Zico (2002-2006)
- Ivica Osim (2006-2007)
- Takeshi Okada (2007-2010)
- Hiromi Hara (2010)
- Alberto Zaccheroni (2010-2014)
- Javier Aguirre (2014-2015)
- Vahid Halilhodžić (2015-2018)
- Akira Nishino (2018)
- Hajime Moriyasu (2018-)

## Selecties

### Wereldkampioenschap
| Doel        |                      |  |  |                      |
| 1           | Noboyuki Kojima      |  |  | Bellmare Hiratsuka   |
| 20          | Yoshikatsu Kawaguchi |  |  | Yokohama F. Marinos  |
| 21          | Seigo Narazaki       |  |  | Yokohama Flügels     |
| Verdediging |                      |  |  |                      |
| 2           | Akira Narahashi      |  |  | Kashima Antlers      |
| 3           | Naoki Soma           |  |  | Kashima Antlers      |
| 4           | Masami Ihara         |  |  | Yokohama F. Marinos  |
| 5           | Norio Omura          |  |  | Yokohama F. Marinos  |
| 13          | Toshihiro Hattori    |  |  | Júbilo Iwata         |
| 17          | Yutaka Akita         |  |  | Kashima Antlers      |
| 19          | Eisuke Nakanishi     |  |  | JEF United Ichihara  |
| Middenveld  |                      |  |  |                      |
| 6           | Motohiro Yamaguchi   |  |  | Yokohama Flügels     |
| 7           | Teruyoshi Ito        |  |  | Shimizu S-Pulse      |
| 8           | Hidetoshi Nakata     |  |  | Bellmare Hiratsuka   |
| 10          | Hiroshi Nanami       |  |  | Júbilo Iwata         |
| 11          | Shinji Ono           |  |  | Urawa Red Diamonds   |
| 15          | Hiroaki Morishima    |  |  | Cerezo Osaka         |
| 16          | Toshihide Saito      |  |  | Shimizu S-Pulse      |
| 22          | Takashi Hirano       |  |  | Nagoya Grampus Eight |
| Aanval      |                      |  |  |                      |
| 9           | Masashi Nakayama     |  |  | Júbilo Iwata         |
| 12          | Wagner Lopes         |  |  | Bellmare Hiratsuka   |
| 14          | Masayuki Okano       |  |  | Urawa Red Diamonds   |
| 18          | Shoji Jo             |  |  | Yokohama F. Marinos  |

| Doel        |                      |  |  |                      |
| 1           | Yoshikatsu Kawaguchi |  |  | Portsmouth           |
| 12          | Seigo Narazaki       |  |  | Nagoya Grampus Eight |
| 23          | Hitoshi Sogahata     |  |  | Kashima Antlers      |
| Verdediging |                      |  |  |                      |
| 2           | Yutaka Akita         |  |  | Kashima Antlers      |
| 3           | Naoki Matsuda        |  |  | Yokohama F. Marinos  |
| 4           | Ryuzo Morioka        |  |  | Shimizu S-Pulse      |
| 6           | Toshihiro Hattori    |  |  | Júbilo Iwata         |
| 16          | Koji Nakata          |  |  | Kashima Antlers      |
| 17          | Tsuneyasu Miyamoto   |  |  | Gamba Osaka          |
| Middenveld  |                      |  |  |                      |
| 5           | Junichi Inamoto      |  |  | Arsenal FC           |
| 7           | Hidetoshi Nakata     |  |  | Parma FC             |
| 8           | Hiroaki Morishima    |  |  | Cerezo Osaka         |
| 14          | Alessandro Santos    |  |  | Shimizu S-Pulse      |
| 15          | Takashi Fukunishi    |  |  | Júbilo Iwata         |
| 18          | Shinji Ono           |  |  | Feyenoord            |
| 19          | Mitsuo Ogasawara     |  |  | Kashima Antlers      |
| 20          | Tomokazu Myojin      |  |  | Kashiwa Reysol       |
| 21          | Kazuyuki Toda        |  |  | Shimizu S-Pulse      |
| 22          | Daisuke Ichikawa     |  |  | Shimizu S-Pulse      |
| Aanval      |                      |  |  |                      |
| 9           | Akinori Nishizawa    |  |  | Cerezo Osaka         |
| 10          | Masashi Nakayama     |  |  | Júbilo Iwata         |
| 11          | Takayuki Suzuki      |  |  | Kashima Antlers      |
| 13          | Atsushi Yanagisawa   |  |  | Kashima Antlers      |

### FIFA Confederations Cup
| Doel        |                      |  |  |                      |
| 1           | Seigo Narazaki       |  |  | Nagoya Grampus Eight |
| 12          | Yoichi Doi           |  |  | FC Tokyo             |
| 23          | Yoshikatsu Kawaguchi |  |  | Júbilo Iwata         |
| Verdediging |                      |  |  |                      |
| 2           | Makoto Tanaka        |  |  | Júbilo Iwata         |
| 3           | Takayuki Chano       |  |  | Júbilo Iwata         |
| 5           | Tsuneyasu Miyamoto   |  |  | Gamba Osaka          |
| 6           | Koji Nakata          |  |  | Olympique Marseille  |
| 17          | Atsuhiro Miura       |  |  | Vissel Kobe          |
| 20          | Keisuke Tsuboi       |  |  | Urawa Red Diamonds   |
| 21          | Akira Kaji           |  |  | FC Tokyo             |
| 22          | Teruyuki Moniwa      |  |  | FC Tokyo             |
| Middenveld  |                      |  |  |                      |
| 4           | Yasuhito Endō        |  |  | Gamba Osaka          |
| 7           | Hidetoshi Nakata     |  |  | ACF Fiorentina       |
| 8           | Mitsuo Ogasawara     |  |  | Kashima Antlers      |
| 10          | Shunsuke Nakamura    |  |  | Reggina Calcio       |
| 14          | Alessandro Santos    |  |  | Urawa Red Diamonds   |
| 15          | Takashi Fukunishi    |  |  | Júbilo Iwata         |
| 18          | Junichi Inamoto      |  |  | West Bromwich Albion |
| Aanval      |                      |  |  |                      |
| 9           | Keiji Tamada         |  |  | Kashiwa Reysol       |
| 11          | Takayuki Suzuki      |  |  | Kashima Antlers      |
| 13          | Atsushi Yanagisawa   |  |  | FC Messina           |
| 16          | Masashi Oguro        |  |  | Gamba Osaka          |
| 19          | Masashi Motoyama     |  |  | Kashima Antlers      |

| Doel        |                   |  |  |                     |
| 1           | Eiji Kawashima    |  |  | Standard Luik       |
| 12          | Shusaku Nishikawa |  |  | Sanfrecce Hiroshima |
| 23          | Shuichi Gonda     |  |  | FC Tokyo            |
| Verdediging |                   |  |  |                     |
| 2           | Masahiko Inoha    |  |  | Júbilo Iwata        |
| 3           | Gōtoku Sakai      |  |  | VfB Stuttgart       |
| 5           | Yuto Nagatomo     |  |  | Internazionale      |
| 6           | Atsuto Uchida     |  |  | FC Schalke 04       |
| 16          | Yuzo Kurihara     |  |  | Yokohama F. Marinos |
| 21          | Hiroki Sakai      |  |  | Hannover 96         |
| 20          | Hideto Takahashi  |  |  | FC Tokyo            |
| 22          | Maya Yoshida      |  |  | Southampton         |
| Middenveld  |                   |  |  |                     |
| 4           | Keisuke Honda     |  |  | CSKA Moskou         |
| 7           | Yasuhito Endō     |  |  | Gamba Osaka         |
| 8           | Hiroshi Kiyotake  |  |  | 1. FC Nürnberg      |
| 10          | Shinji Kagawa     |  |  | Manchester United   |
| 13          | Hajime Hosogai    |  |  | Bayer Leverkusen    |
| 14          | Kengo Nakamura    |  |  | Kawasaki Frontale   |
| 15          | Yasuyuki Konno    |  |  | Gamba Osaka         |
| 17          | Makoto Hasebe     |  |  | VfL Wolfsburg       |
| 19          | Takashi Inui      |  |  | Eintracht Frankfurt |
| Aanval      |                   |  |  |                     |
| 9           | Shinji Okazaki    |  |  | VfB Stuttgart       |
| 11          | Mike Havenaar     |  |  | SBV Vitesse         |
| 18          | Ryoichi Maeda     |  |  | Júbilo Iwata        |